# Gare centrale de Berlin
Cet article concerne la gare ouverte en 2006. Pour la gare nommée « gare centrale de Berlin » de 1987 à 1998, voir Gare de l'Est (Berlin).
La gare centrale de Berlin (en allemand : Berlin Hauptbahnhof [ˈhaʊptbaːnˌhoːf] ) en Allemagne est la plus importante d'Europe par la taille. Construite d'après les plans de l'architecte Meinhard von Gerkan, elle fut inaugurée le 26 mai 2006 après plus de onze années de travaux. Située au cœur de Berlin, au sud-est du quartier de Moabit, sur les rives de la Sprée et du Humboldthafen, la gare est construite sur l'ancien site de la gare de Lehrte (Lehrter Bahnhof), donnant sur l'Invalidenstraße. 
Une grande partie des trains grandes lignes traversant Berlin ou y arrivant y passent. Environ 1 200 trains y transitent quotidiennement, et 300 000 voyageurs peuvent y emprunter 54 escaliers roulants et 34 ascenseurs. Les deux tours, de 46 mètres de hauteur, sont équipées de six ascenseurs panoramiques. 
À noter que contrairement aux grandes gares parisiennes, qui sont toutes des gares de terminus avec de nombreux quais où les trains stationnent longtemps, les gares berlinoises sont traversées par les trains qui poursuivent en général leur chemin en ne s'y arrêtant que quelques instants et qu'elles ont en général moins de dix quais.

## Situation ferroviaire
Comme les autres gares de Berlin, la gare centrale est une gare de passage. Les lignes d'est en ouest, qui passent sur le viaduc à dix mètres au-dessus du sol, comportent six voies (dont deux pour la S-Bahn). L'axe nord-sud, qui passe à quinze mètres au-dessous du sol dans un tunnel de 3,6 kilomètres sous la Sprée, comporte huit voies (deux autres sont dédiées à la ligne U5). Il n'y a pas de connexion ferroviaire entre le niveau supérieur et le niveau inférieur, ni dans la gare, ni dans ses environs. 

## Histoire

### Gares de Lehrte
Sur ce site, ont coexistée deux gares : une gare terminus en cul-de-sac, dénommée Lehrter Bahnhof, mise en service en 1871, partiellement détruite à la fin de la Seconde Guerre mondiale, elle est démolie en 1959 et au nord, sur un viaduc perpendiculaire à la première, la Lehrter Stadtbahnhof, mise en service en 1882 et détruite en 2002.

Les deux anciennes gares
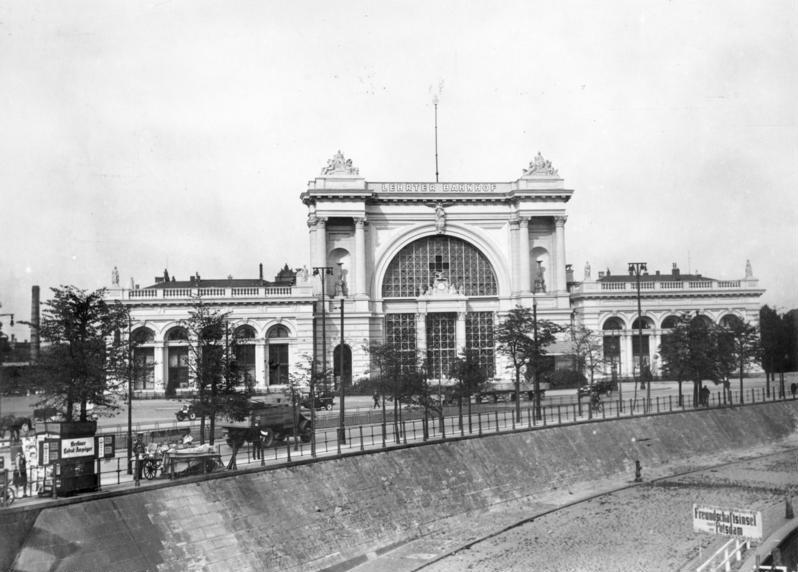
Lehrte Bahnhof en 1929.
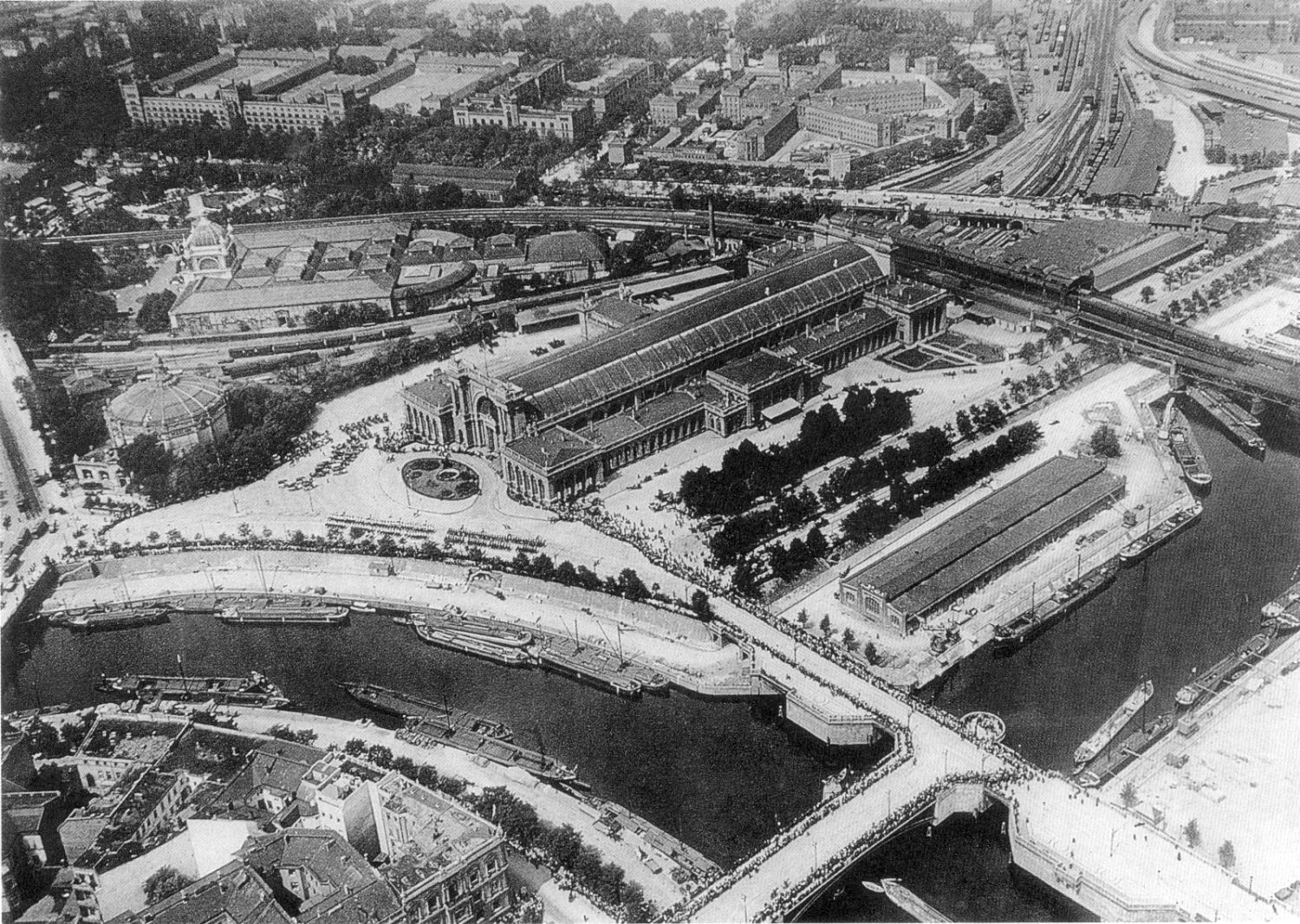
Les deux gares en 1910.
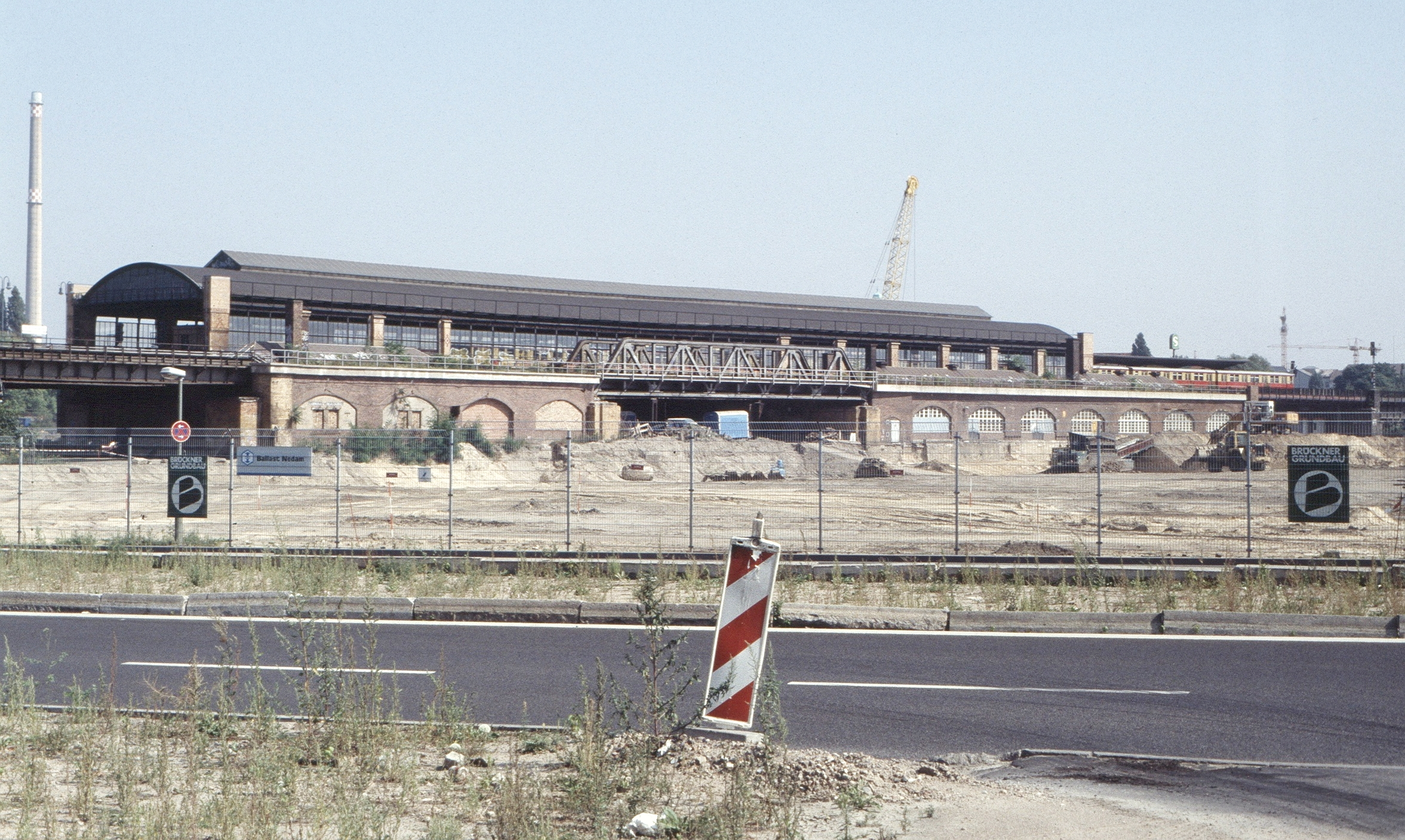
Lehrter Stadtbahnhof en 1996.

### Nouvelle gare, construction (1993-2006)

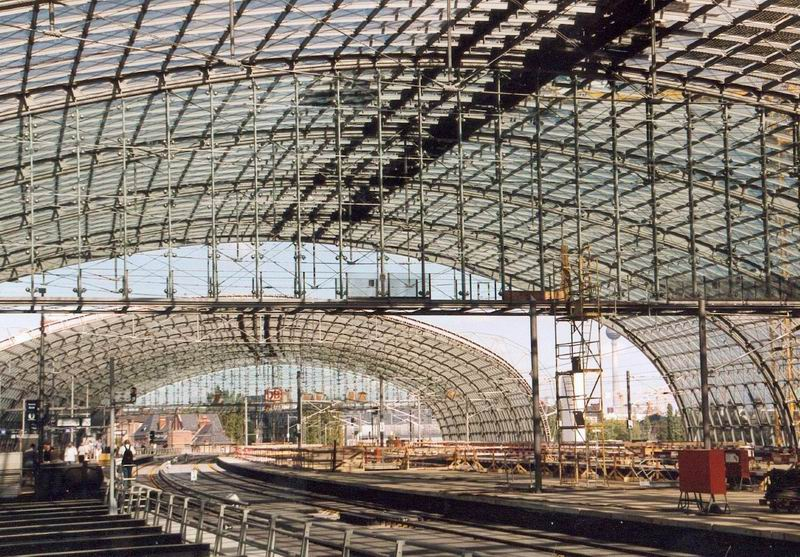
La verrière en construction.

Peu de temps après la réunification, il est décidé de construire une gare centrale qui soit le nœud de Berlin, aussi bien pour les liaisons entre U-Bahn (métro) et S-Bahn que pour le transport ferroviaire. La liaison est-ouest serait complétée par une liaison nord-sud. En juin 1992, le gouvernement fédéral décide que la gare centrale serait construite sur le site de la Lehrter Stadtbahnhof. L'année suivante, un appel à projets est lancé. Il est remporté par la société d'architecture de Hambourg Gerkan, Marg & Partners. Le projet prévoit des voies sur cinq niveaux. Le plus élevé est le niveau principal qui comprend deux quais de la S-Bahn sur un pont qui surplombe de dix mètres le niveau de la rue, et le plus bas comprend quatre quais, quinze mètres au-dessous du sol.

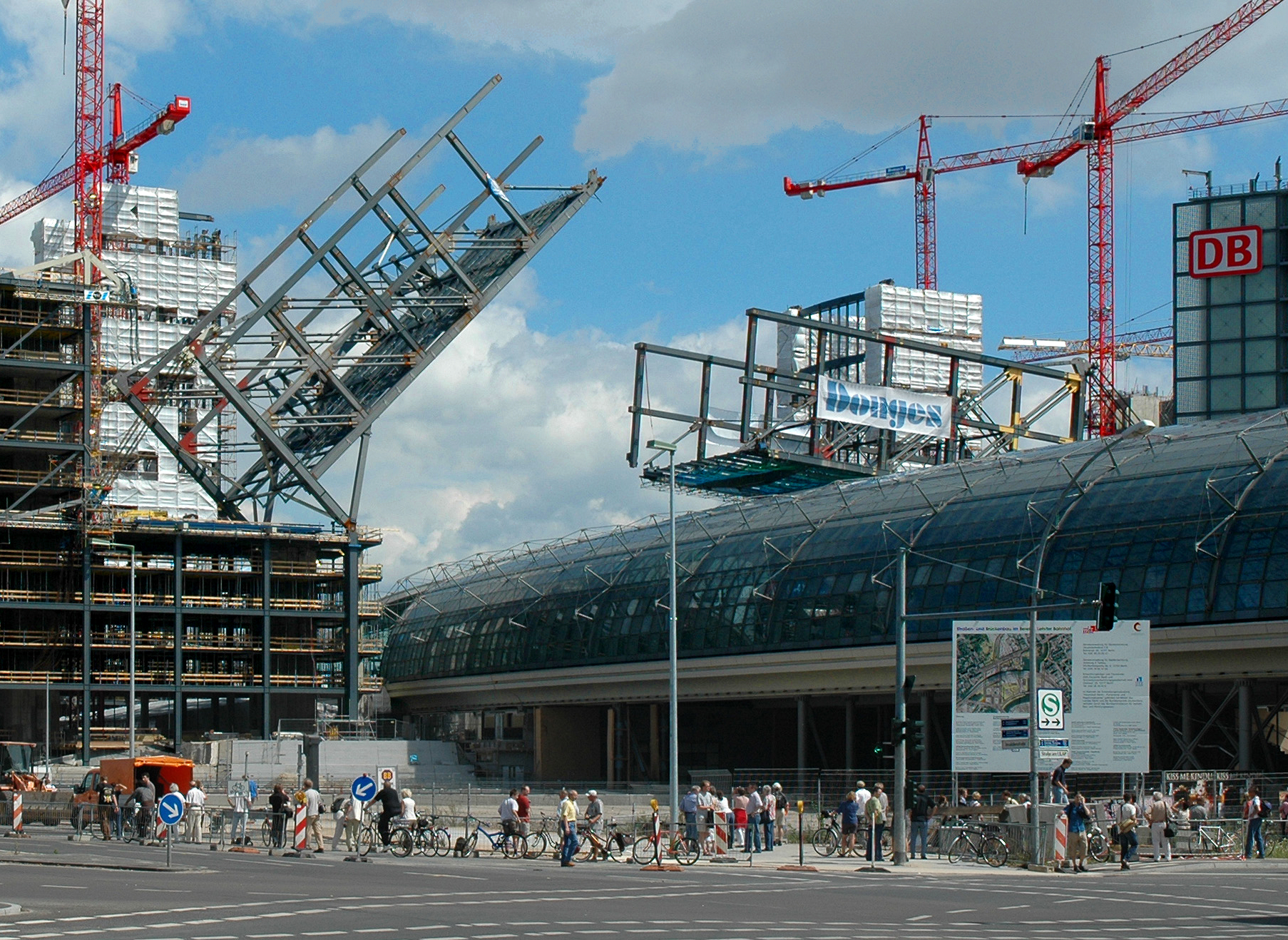
Abaissement des deux segments de la passerelle ouest pour la pose de la verrière. Cette méthode de construction était une première mondiale.

Le chantier est mené en plusieurs étapes. Le percement des tunnels du Tiergarten a commencé en 1995 pour s'achever en 2005. Il s'agit de quatre tunnels pour les trains grandes lignes et les trains régionaux et deux tunnels pour la U-Bahn, auxquels s'ajoute un tunnel routier. Pendant les travaux, le cours de la Sprée a dû être détourné (1996-1998). La construction des ponts de la S-Bahn a été engagée en 2001. Longs de 450 mètres, ils traversent la gare sur toute sa longueur mais aussi le port adjacent de Humboldthafen (de). Ils sont incurvés et chaque paire de voies dispose de son propre pont. C'est la première fois que des ponts de ce type sont construits et leur réalisation représente une prouesse technique.
Le hall de la gare est couvert d'un toit de verre également incurvé d'environ 85 mètres sur 120, qui a été installé en février 2002. Un système photovoltaïque est intégré dans l'épaisseur du verre. En juillet 2002, les ponts et le hall de la gare sont mis en service et la Lehrter Stadtbahnhof fermée puis rapidement démolie pour faire place à la poursuite du chantier de construction. Le 9 septembre 2002, la gare est rebaptisée Berlin Hauptbahnhof – Lehrter Bahnhof. Le corps du bâtiment, soutenu par deux tours, offre environ 44 000 m2 d'espace commercial. La construction des tours est engagée en 2005. La même année, la Deutsche Bahn informe que le nom officiel sera Hauptbahnhof et non plus Hauptbahnhof - Lehrter Bahnhof comme prévu au départ, bien que 70 % des Berlinois se soient prononcés pour le nom Lehrter Bahnhof lors d'un sondage en 2002. 

### Mise en service (depuis 2006)
La nouvelle gare est inaugurée le 26 mai 2006 par la chancelière Angela Merkel et le ministre des Transports Wolfgang Tiefensee. 1 207 trains (261 trains de longues distances, 326 trains régionaux, 620 S-Bahn (trains de banlieue)) transitent quotidiennement par la gare et le transit est estimé à 300 000 voyageurs.

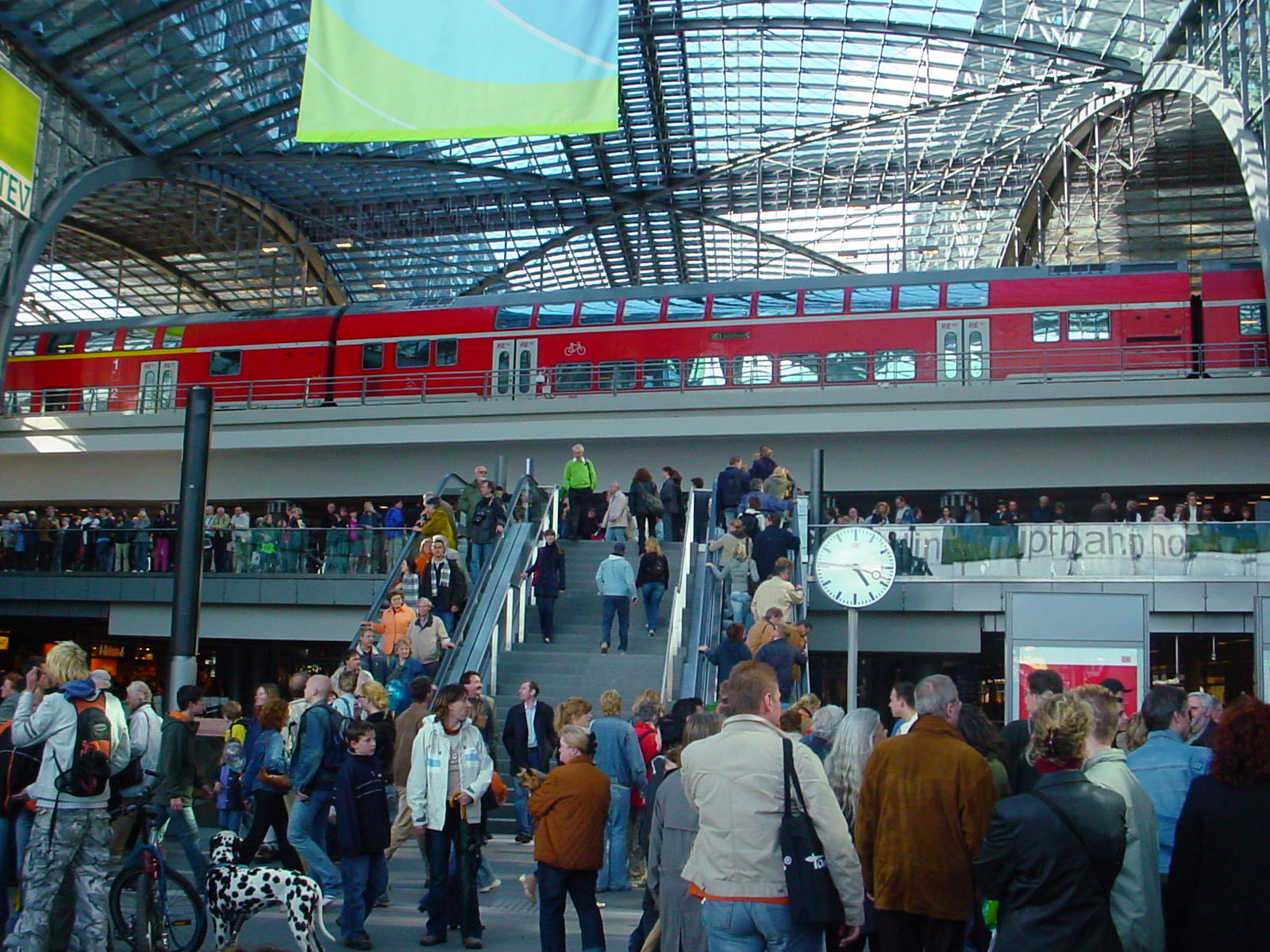
L'entrée.
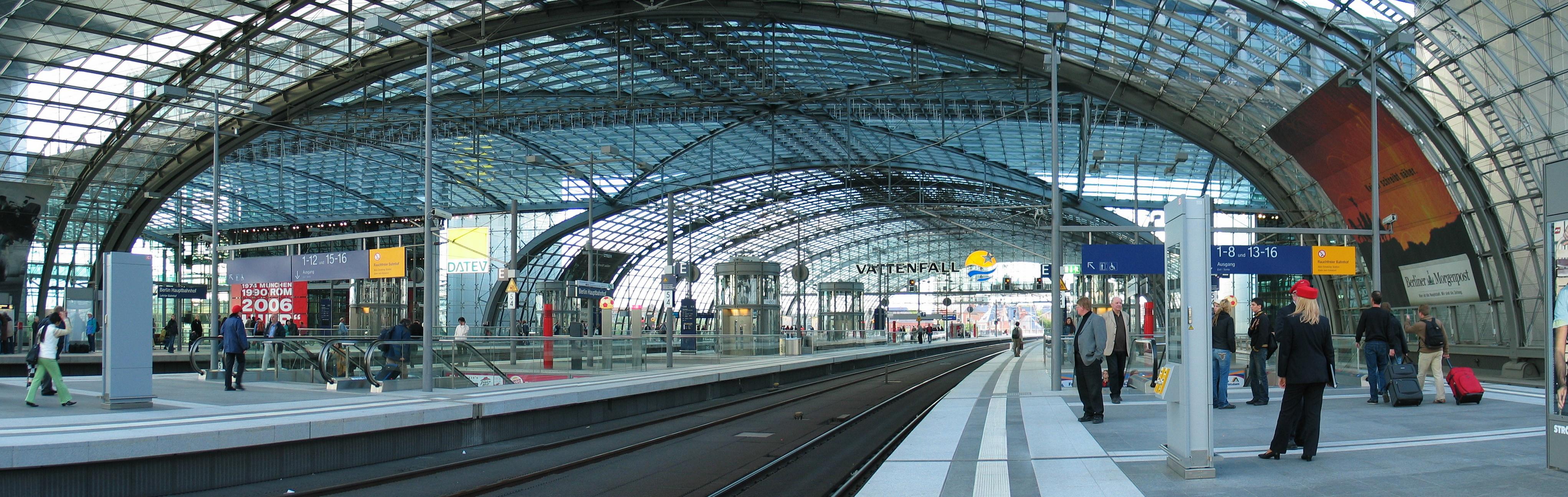
Niveau supérieur.

Le 18 janvier 2007, deux traverses de la structure ont été arrachées par la tempête Kyrill. L'une d'entre elles est tombée au sol et l'autre en a heurté et endommagé une troisième. La gare a été inondée et a dû être évacuée, toute circulation étant interrompue en Allemagne. Il n'y a pas eu de blessé et la gare a été rouverte le lendemain.

## Service des voyageurs

### Dessertes
La gare est desservie par les Intercity-Express, InterCity, EuroCity, Regional-Express, Regionalbahn ainsi que les S-Bahn S5, S7 et S75. Elle accueille également plusieurs trains internationaux. 

#### Grandes lignes
| Ligne    | Villes étapes | Étage |
| -------- | --- | ----- |
| ICE 10   | Gare de l'Est (Berlin) – Berlin – Hanovre – Hamm – Dortmund – Duisbourg – Düsseldorf (– Cologne Messe/Deutz – Aéroport de Cologne/Bonn)                                                            | +2    |
| ICE 10   | Gare de l'Est (Berlin) – Berlin – Hanovre – Hamm – Hagen – Wuppertal – Cologne (– Bonn – Coblence)                                                                                                 | +2    |
| ICE 11   | Gare de l'Est (Berlin) – Berlin – Brunswick – Göttingen – Cassel-Wilhelmshöhe – Francfort-sur-le-Main – Mannheim – Stuttgart – Munich                                                              | +2    |
| ICE 12   | Gare de l'Est (Berlin) – Berlin – Brunswick – Göttingen – Cassel-Wilhelmshöhe – Francfort-sur-le-Main – Mannheim – Fribourg – Bâle CFF (– Berne – Interlaken)                                      | +2    |
| ICE 28   | Hambourg – Berlin – Wittemberg – Leipzig | −2    |
| ICE 28   | Berlin Gesundbrunnen – Berlin – Leipzig – Iéna Paradies – Nuremberg – Augsbourg – Munich | −2    |
| ICE 28   | Berlin Gesundbrunnen – Berlin – Halle-sur-Saale – Iéna Paradies – Nuremberg – Ingolstadt – Munich                                                                                                  | −2    |
| ICE 50   | Berlin Gesundbrunnen – Berlin – Leipzig – Erfurt – Francfort-sur-le-Main – Wiesbaden | −2    |
| ICE 75   | Gare de l'Est (Berlin) – Berlin – Hambourg – Lübeck – Copenhague | +2    |
| ICE 93   | (Rostock –) Berlin – Erfurt – Nuremberg – Passau – Linz – Vienne | +2    |
| IC 28    | Berlin Gesundbrunnen – Berlin – Leipzig – Saalfeld – Nuremberg – Augsbourg – Munich | −2    |
| IC 32    | (Berlin – Hanovre –) Dortmund – Duisbourg – Cologne – Coblence – Mannheim – Stuttgart (– Lindau – Innsbruck)                                                                                       | −2    |
| IC 50    | (Binz –) Stralsund – Prenzlau – Eberswalde – Berlin – Halle-sur-Saale – Erfurt – Eisenach – Fulda – (Francfort-sur-le-Main – Darmstadt – Mannheim – Karlsruhe) – Aéroport de Francfort-sur-le-Main | −2    |
| IC 56    | Norddeich Mole – Emden Außenhafen – Oldenbourg – Brême – Hanovre – Magdebourg – Berlin – Cottbus                                                                                                   | +2    |
| EC 27    | (Hambourg –) Berlin – Dresde – Prague – Brno (– Budapest-Keleti) | −2    |
| EC 95    | Berlin – Francfort-sur-l'Oder – Poznań – Varsovie | +2    |
| EC 95    | Berlin – Francfort-sur-l'Oder – Poznań – Gdańsk – Gdynia | +2    |
| HBX      | Harz-Berlin-Express Gare de l'Est (Berlin) – Berlin – Potsdam – Magdebourg – Halberstadt (partage du train) – Quedlinbourg – Thale / Wernigerode – Vienenburg                                      | +2    |
| Nightjet | Berlin – Magdebourg – Göttingen – Francfort-sur-le-Main – Mannheim – Fribourg – Bâle-CFF – Zurich                                                                                                  | +2    |

| Origine                     | Arrêt précédent | Train | Train   | Train | Arrêt suivant | Destination  |
| --------------------------- | --------------- | ----- | ------- | ----- | ------------- | ------------ |
| Paris-Est                   | Berlin-Spandau  |       | ICE     |       | Berlin-Est    | Berlin-Est   |
| Bruxelles-Midi              | Deventer        |       | ES (en) |       | Berlin-Est    | Prague hl.n. |
| Paris-Est ou Bruxelles-Midi | Berlin-Südkreuz |       | NJ      |       | Terminus      | Terminus     |
| Amsterdam-Central           | Berlin-Spandau  |       | IC      |       | Berlin-Est    | Berlin-Est   |

#### Lignes régionales
| Ligne | Villes étapes | Villes étapes | Villes étapes | Étage |
| ----- | --- | --- | --- | ----- |
| RE1   | Magdebourg – Brandebourg-sur-la-Havel – Potsdam – Berlin-Charlottenburg – Berlin – Erkner – Fürstenwalde – Francfort-sur-l'Oder (– Cottbus) | Magdebourg – Brandebourg-sur-la-Havel – Potsdam – Berlin-Charlottenburg – Berlin – Erkner – Fürstenwalde – Francfort-sur-l'Oder (– Cottbus) | Magdebourg – Brandebourg-sur-la-Havel – Potsdam – Berlin-Charlottenburg – Berlin – Erkner – Fürstenwalde – Francfort-sur-l'Oder (– Cottbus) | +2    |
| RE2   | (Wismar) – Schwerin – Wittenberge – Neustadt (Dosse) – Berlin-Spandau – Berlin – Königs Wusterhausen – Lübben – Cottbus                     | (Wismar) – Schwerin – Wittenberge – Neustadt (Dosse) – Berlin-Spandau – Berlin – Königs Wusterhausen – Lübben – Cottbus                     | (Wismar) – Schwerin – Wittenberge – Neustadt (Dosse) – Berlin-Spandau – Berlin – Königs Wusterhausen – Lübben – Cottbus                     | +2    |
| RE3   | Stralsund - Neubrandenbourg – Neustrelitz – Oranienburg – Berlin – Ludwigsfelde - Jüterbog -                                                | Stralsund - Neubrandenbourg – Neustrelitz – Oranienburg – Berlin – Ludwigsfelde - Jüterbog -                                                | Wittemberg | −2    |
| RE3   | Stralsund - Neubrandenbourg – Neustrelitz – Oranienburg – Berlin – Ludwigsfelde - Jüterbog -                                                | Stralsund - Neubrandenbourg – Neustrelitz – Oranienburg – Berlin – Ludwigsfelde - Jüterbog -                                                | Falkenberg-sur-Elster | −2    |
| RE4   | (Jüterbog) – Ludwigsfelde – Teltow – Berlin – Berlin-Spandau – Dallgow-Döberitz – Wustermark – Rathenow                                     | (Jüterbog) – Ludwigsfelde – Teltow – Berlin – Berlin-Spandau – Dallgow-Döberitz – Wustermark – Rathenow                                     | (Jüterbog) – Ludwigsfelde – Teltow – Berlin – Berlin-Spandau – Dallgow-Döberitz – Wustermark – Rathenow                                     | −2    |
| RE5   | Wünsdorf-Waldstadt | – Berlin – Oranienburg – Neustrelitz – | Güstrow – Rostock | −2    |
| RE5   | Elsterwerda | – Berlin – Oranienburg – Neustrelitz – | Neubrandenbourg – Stralsund | −2    |
| RE7   | Dessau-Roßlau – Bad Belzig – Beelitz-Heilstätten – Michendorf – Berlin – Aéroport de Berlin-Schönefeld – Rangsdorf – Wünsdorf-Waldstadt     | Dessau-Roßlau – Bad Belzig – Beelitz-Heilstätten – Michendorf – Berlin – Aéroport de Berlin-Schönefeld – Rangsdorf – Wünsdorf-Waldstadt     | Dessau-Roßlau – Bad Belzig – Beelitz-Heilstätten – Michendorf – Berlin – Aéroport de Berlin-Schönefeld – Rangsdorf – Wünsdorf-Waldstadt     | +2    |
| RB10  | Berlin – Berlin Jungfernheide – Berlin-Spandau – Falkensee – Nauen                                                                          | Berlin – Berlin Jungfernheide – Berlin-Spandau – Falkensee – Nauen                                                                          | Berlin – Berlin Jungfernheide – Berlin-Spandau – Falkensee – Nauen                                                                          | −2    |
| RB14  | Aéroport de Berlin-Schönefeld – Berlin – Berlin-Spandau – Falkensee – Nauen                                                                 | Aéroport de Berlin-Schönefeld – Berlin – Berlin-Spandau – Falkensee – Nauen                                                                 | Aéroport de Berlin-Schönefeld – Berlin – Berlin-Spandau – Falkensee – Nauen                                                                 | +2    |
| RB19  | Berlin Gesundbrunnen – Berlin – Aéroport de Berlin-Schönefeld – Königs Wusterhausen – Lübben – Calau – Senftenberg                          | Berlin Gesundbrunnen – Berlin – Aéroport de Berlin-Schönefeld – Königs Wusterhausen – Lübben – Calau – Senftenberg                          | Berlin Gesundbrunnen – Berlin – Aéroport de Berlin-Schönefeld – Königs Wusterhausen – Lübben – Calau – Senftenberg                          | −2    |
| RB21  | Berlin Friedrichstraße – Berlin – Berlin-Wannsee – Potsdam – Golm – Wustermark                                                              | Berlin Friedrichstraße – Berlin – Berlin-Wannsee – Potsdam – Golm – Wustermark                                                              | Berlin Friedrichstraße – Berlin – Berlin-Wannsee – Potsdam – Golm – Wustermark                                                              | +2    |
| RB22  | Berlin Friedrichstraße – Berlin – Berlin-Wannsee – Potsdam – Golm – Saarmund – Aéroport de Berlin-Schönefeld – Königs Wusterhausen          | Berlin Friedrichstraße – Berlin – Berlin-Wannsee – Potsdam – Golm – Saarmund – Aéroport de Berlin-Schönefeld – Königs Wusterhausen          | Berlin Friedrichstraße – Berlin – Berlin-Wannsee – Potsdam – Golm – Saarmund – Aéroport de Berlin-Schönefeld – Königs Wusterhausen          | +2    |

#### S-Bahn
Les quais des S-Bahn se trouvent au deuxième étage.

### Intermodalité

#### Métro
À partir du 8 août 2009, la gare est desservie par la station Hauptbahnhof, terminus ouest de la ligne U55, courte ligne partant de la station Brandenburger Tor et isolée du reste du réseau. Le 4 décembre 2020, est mis en service le tronçon entre Brandenburger Tor et  Alexdanderplatz et la ligne 55 est rattachée à la ligne U5.

#### Tramway
La gare est  desservie par les lignes de tramway M5, M8 et M10.

#### Bus
Elle est desservie par les lignes de bus M41, 120, 123, 142, 147, 245, N5, N20 et N45.